# Шов промежности
Шов промежности (лат. raphe perinei) — видимая линия или валик ткани на теле человека, который проходит от заднего прохода до вульвы (у женщин) или продолжается в шов мошонки (у мужчин). Есть у мужчин и женщин, образуется в результате слияния урогенитальных складок.
У мужчин посередине мошонки шов далее продолжается по середине нижней поверхности полового члена (шов пениса). Он также проходит внутри через мошонку как мошоночная перегородка. Это результат развития плода, мошонка и пенис сближаются к средней линии и соединяются.
Существует точка зрения, что «ребро» из библейской истории об Адаме и Еве на самом деле неправильный перевод древнееврейского эвфемизма для бакулюма (кость полового члена), и что удаление ребра у Адама, описанное в Книге Бытия, это мифологическое объяснение, почему у людей нет бакулюма и что шов промежности — шрам от его удаления.

## Иллюстрации

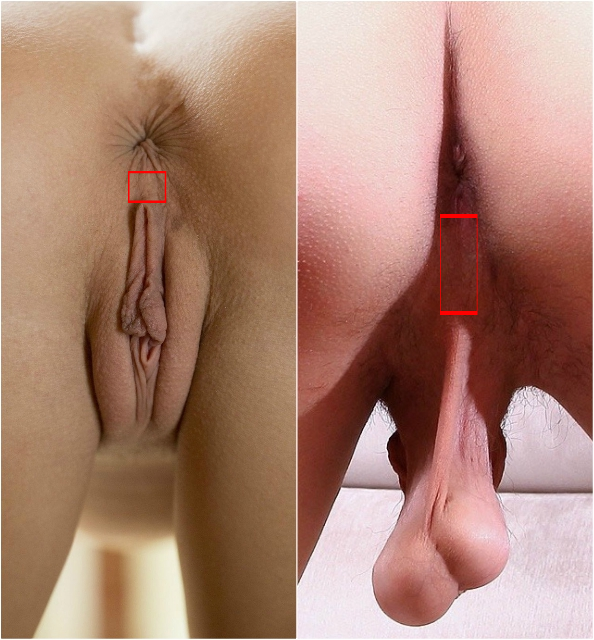
Промежность (выделена красным) — слева женская, справа мужская — и смежные органы (слева в центре снимка женские наружные половые органы; справа свисает мошонка с яичками)
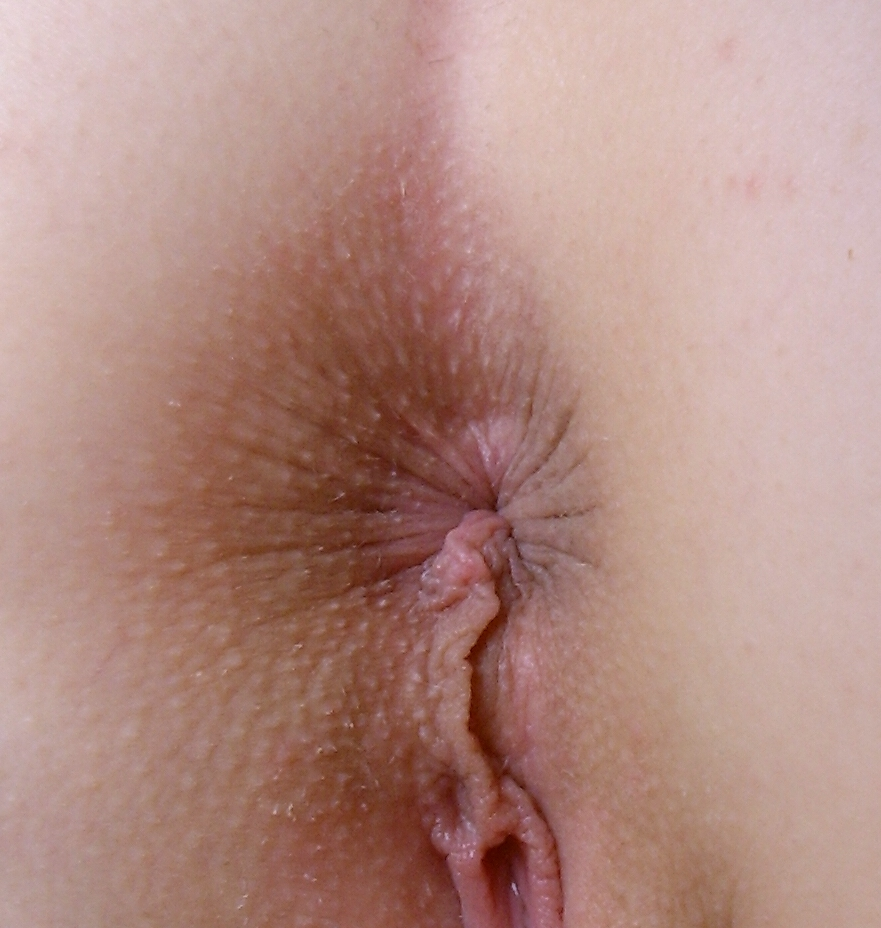
Женская промежность со швом от ануса (тёмный кружок сверху) до вульвы (начинается внизу), где далее, в отличие от продолжения сомкнутого шва на мошонку у мужчин, у женщин разомкнута половая щель между половыми губами
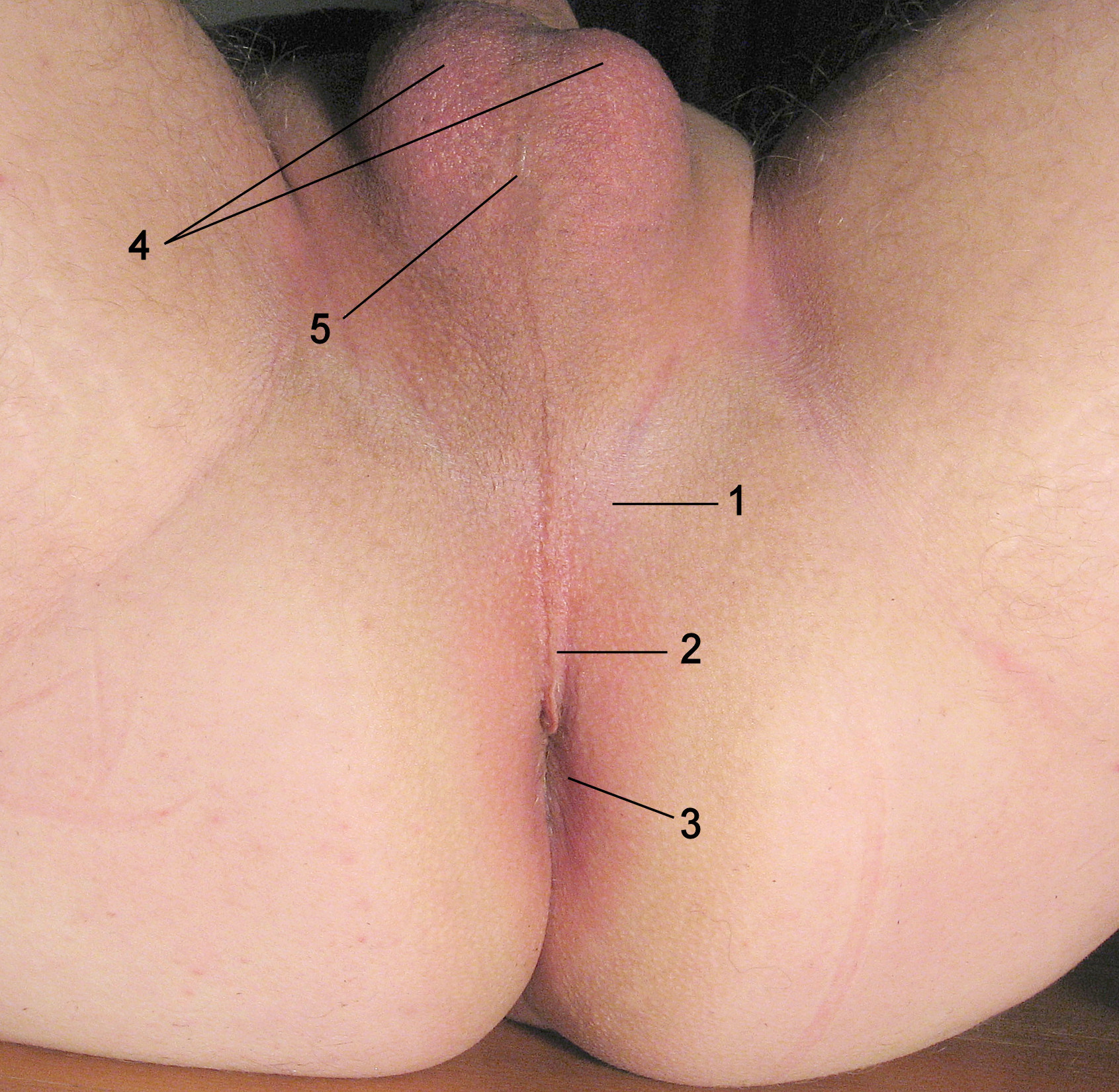
Мужские промежность и мошонка. Линия 2 — шов промежности
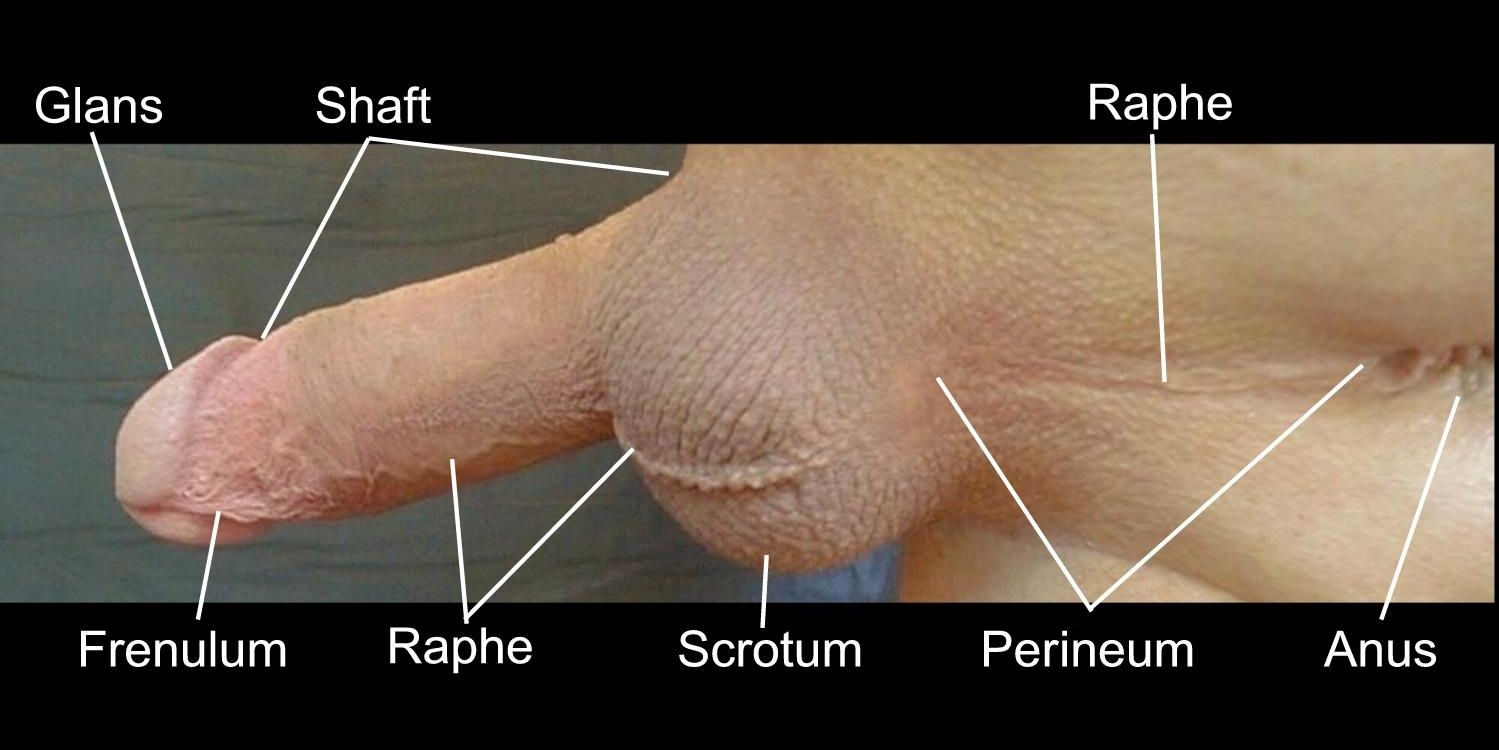
Мужские наружные половые органы со швом (Raphe) во всю длину от ануса до головки полового члена (слева)